# Domenico Udine Nani

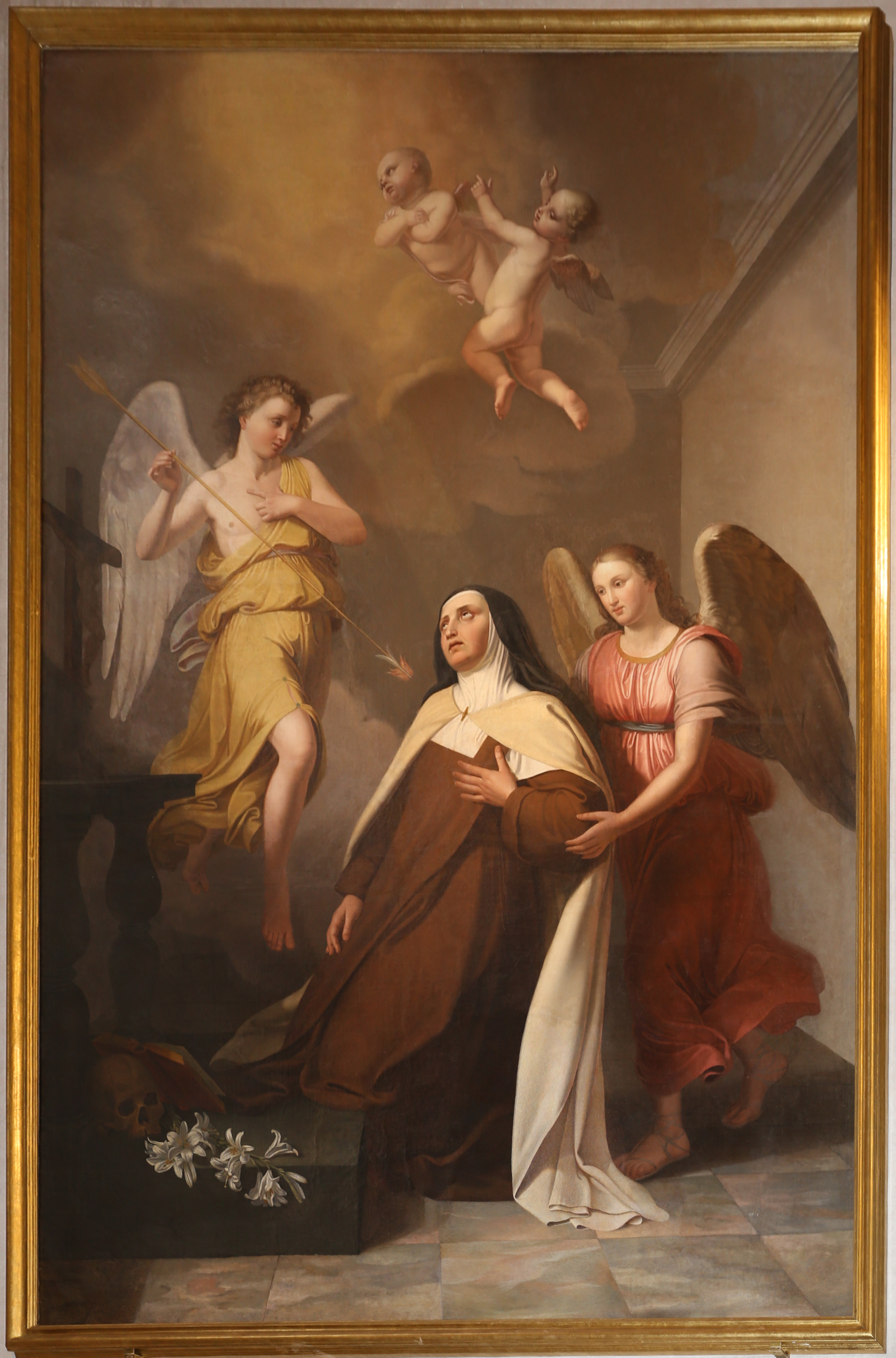
Transverberazione di santa Teresa d'Avila, 1822 (chiesa di San Francesco a Prato)

Domenico Antonio Udine Nani, noto anche come Domenico Udine (Rovereto, 6 giugno 1784 – Firenze, 2 agosto 1850) è stato un pittore italiano.

## Biografia
Nacque a Rovereto il 6 giugno 1784 in casa Rossi nella contrada di S. Maria di Loreto, figlio di Bortolo Antonio di Dominico, legatore di libri, e di Dorothea Patuzzi. Frequentò il pittore e incisore di Isera Giovanni di Dio Galvagni, maestro di disegno alle Scuole normali di Rovereto. Nel 1802 lasciò la città per recarsi a Firenze, dove conobbe lo scienziato trentino Felice Fontana, che lo aiutò ad iscriversi all'Accademia di Belle Arti di Firenze, tra il 1804 e il 1805. All'epoca il direttore dell'accademia era Pietro Benvenuti, che esercitò grande influenza sullo stile di Udine.

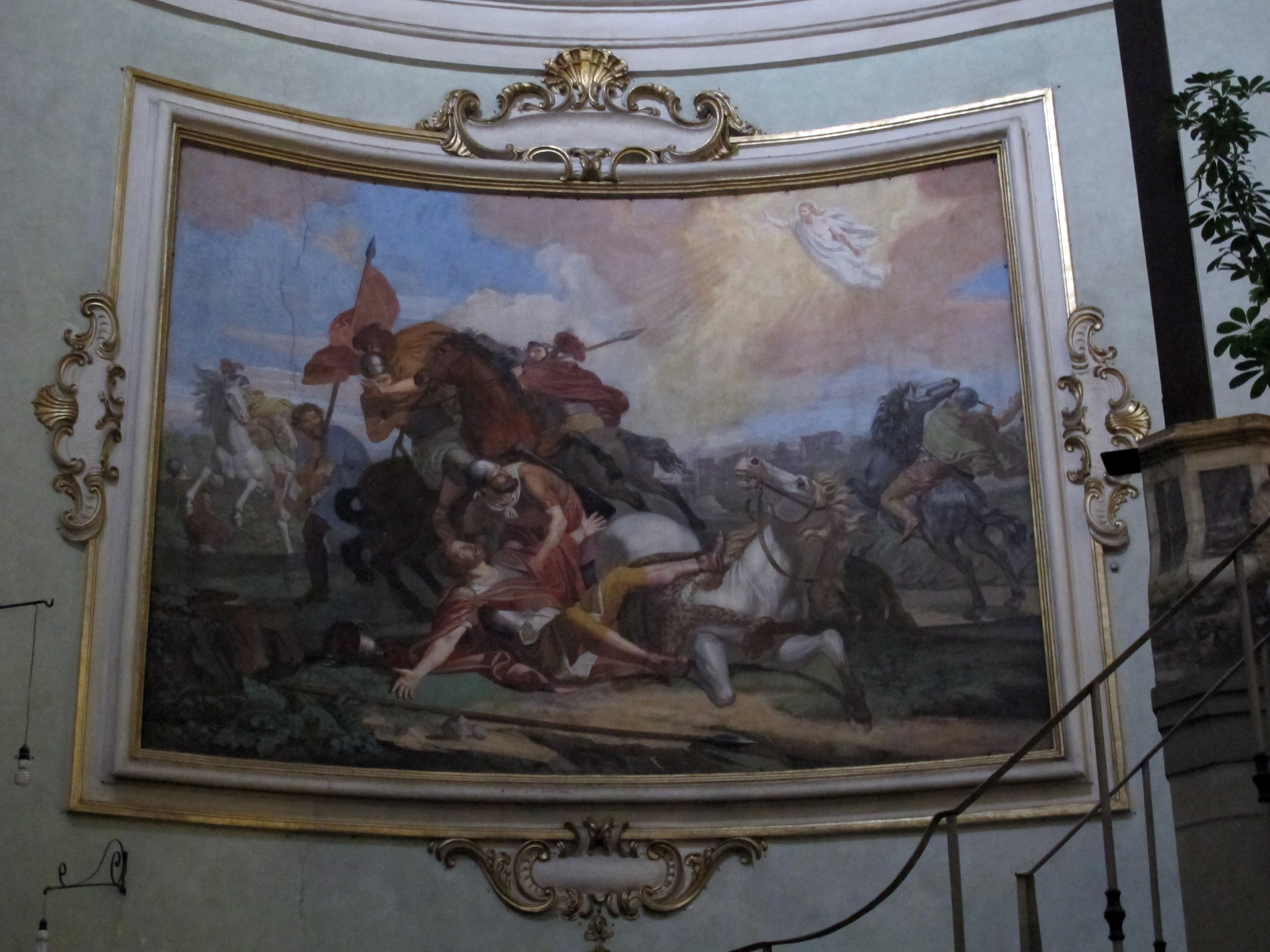
Conversione di San Paolo, 1819, nel coro della chiesa di San Paolino a Firenze

Dipinse storia e temi mitologici, vincendo il premio triennale di pittura all'Accademia di Belle Arti di Firenze nel 1816 con un dipinto raffigurante Teseo riconduce ad Edipo le due figlie prese da Creonte. Nel 1821 partecipò alla decorazione della camera rossa di palazzo Borghese, con affreschi raffiguranti Venere interviene con Marte a favore dei Tebani.
Tornato a Firenze, dipinse affreschi nel coro della chiesa di San Paolino. Partecipò inoltre alla decorazione della Villa di Poggio Imperiale con affreschi raffiguranti la Storia di Achille, con paesaggi di Giorgio Angiolini. Aiutò Leopoldo Cicognara con disegni di famose sculture per la sua Storia della scultura.
Negli anni venti dell'Ottocento tornò nella sua regione dove dipinse la pala d'altare del Duomo di Trento. Iniziò a dipingere soggetti devozionali nelle province settentrionali, ad Arco, Rovereto e altri luoghi. Dipinse una tela raffigurante l'Assassinio di Archimede (1815) oggi al Museo civico di Rovereto. Ha dipinto una tela raffigurante un'Apparizione della Madonna ai pastori per la chiesa parrocchiale di San Maurizio a Campodenno. Ha anche contribuito a un disegno per un'incisione di Papa Pio VII che entra a Roma la mattina del 7 giugno 1815 .
Tra le sue opere è la Transverberazione di santa Teresa d'Avila, dipinta tra il 1818 e il 1821 per la chiesa di San Francesco a Prato.

## Opere

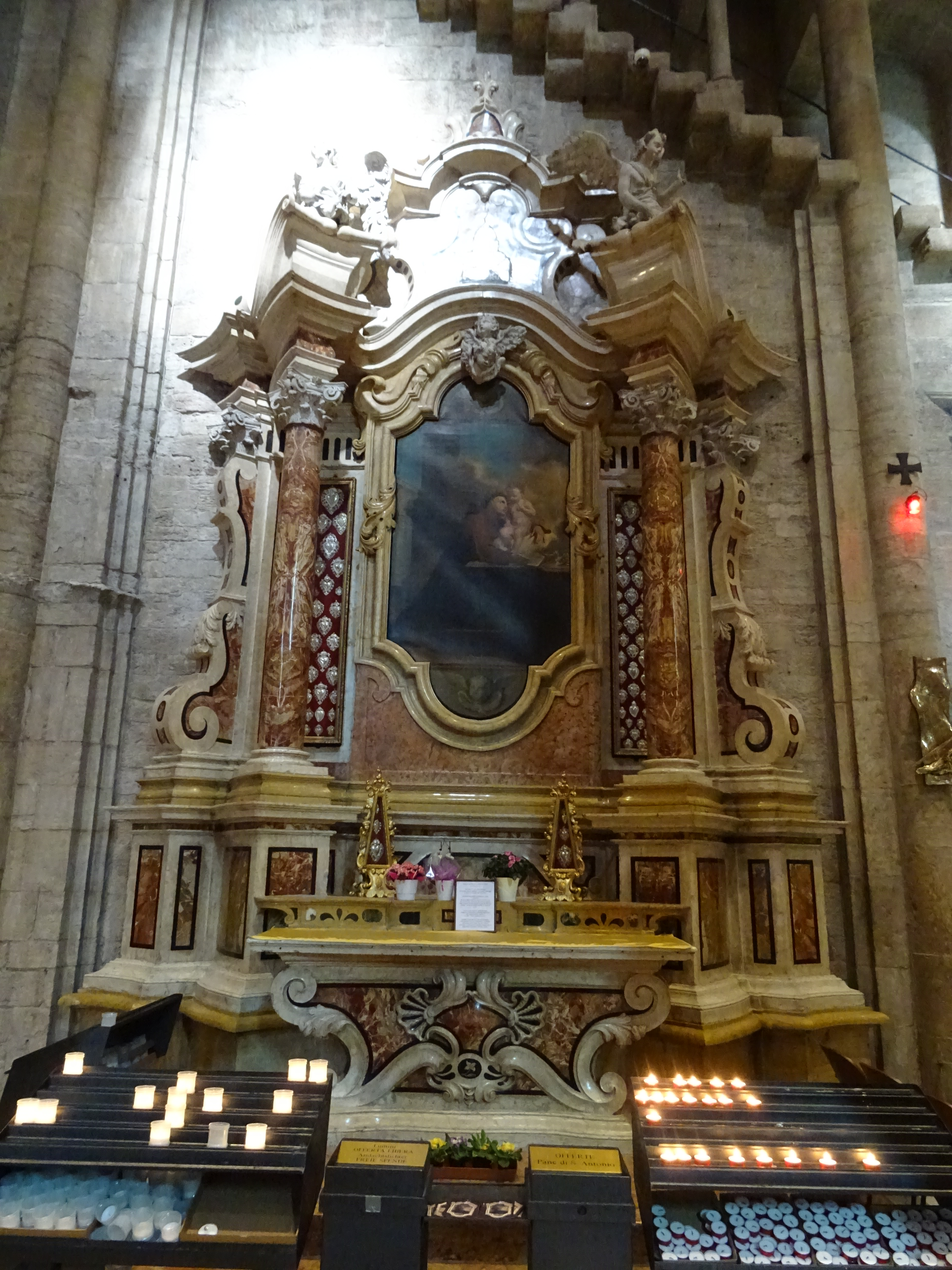
Gesù Bambino appare a S. Antonio da Padova, 1824, pala dell'altare laterale sinistro del Duomo di Trento

### Toscana
- Conversione di San Paolo; Martirio di S. Paolo, 1819, affreschi absidali della chiesa di San Paolino a Firenze
- Venere che intercede presso Marte in favore dei Tebani, 1821-22, soffitto della Camera Rossa di Palazzo Borghese a Firenze
- Transverberazone di santa Teresa d'Avila, 1822, olio su tela, 324 x 223 cm, chiesa di San Francesco a Prato
- Storie di Achille, 1823, dipinti murali al primo piano della Villa medicea del Poggio Imperiale a Firenze

### Trentino
- S. Rocco inginocchiato davanti alla Madonna Immacolata e angeli, 1822, olio su tela, pala dell'altare maggiore della chiesa di San Rocco a Rovereto[1]
- Gesù Bambino appare a S. Antonio da Padova, 1824, olio su tela, pala dell'altare laterale di S. Antonio del Duomo di Trento[7]
- Madonna Refugium peccatorum, dipinto murale, 1831, cappella di Maria Rifugio dei Peccatori nel giardino di villa Bridi de Probizer a Rovereto
- Conversione di San Paolo, tempera su muro, 1833, dipinto murale della volta della chiesa della Santissima Trinità a Borgo Sacco (Rovereto)[8]
- Pala di San Vigilio, 1832-36, olio su tela, 304 x 165 cm, pala dell'altare laterale di San Vigilio nella chiesa di San Marco a Rovereto. Nell'opera san Vigilio ripone nell'urna le reliquie dei santi martiri Sisinnio, Martirio e Alessandro[1]
- Cristo nell'orto, olio su tela, 1834, pala della cappella del Palazzo Fugger-Galasso a Trento[1]
- Madonna immacolata con S. Bernardino S. Sebastiano e S. Rocco, olio su tela, 1834, pala dell'altare laterale della collegiata dell'Assunta ad Arco[9]
- Pala della Madonna, olio su tela, 1845 (datata 1845, unaninamente riferita al 1836)[1], pala dell'altare laterale destro della chiesa dei Santi Maurizio e Compagni a Campodenno. L'opera rappresenta la Madonna che salva gli abitanti del paese dall'epidemia di colera del 1836.[10]

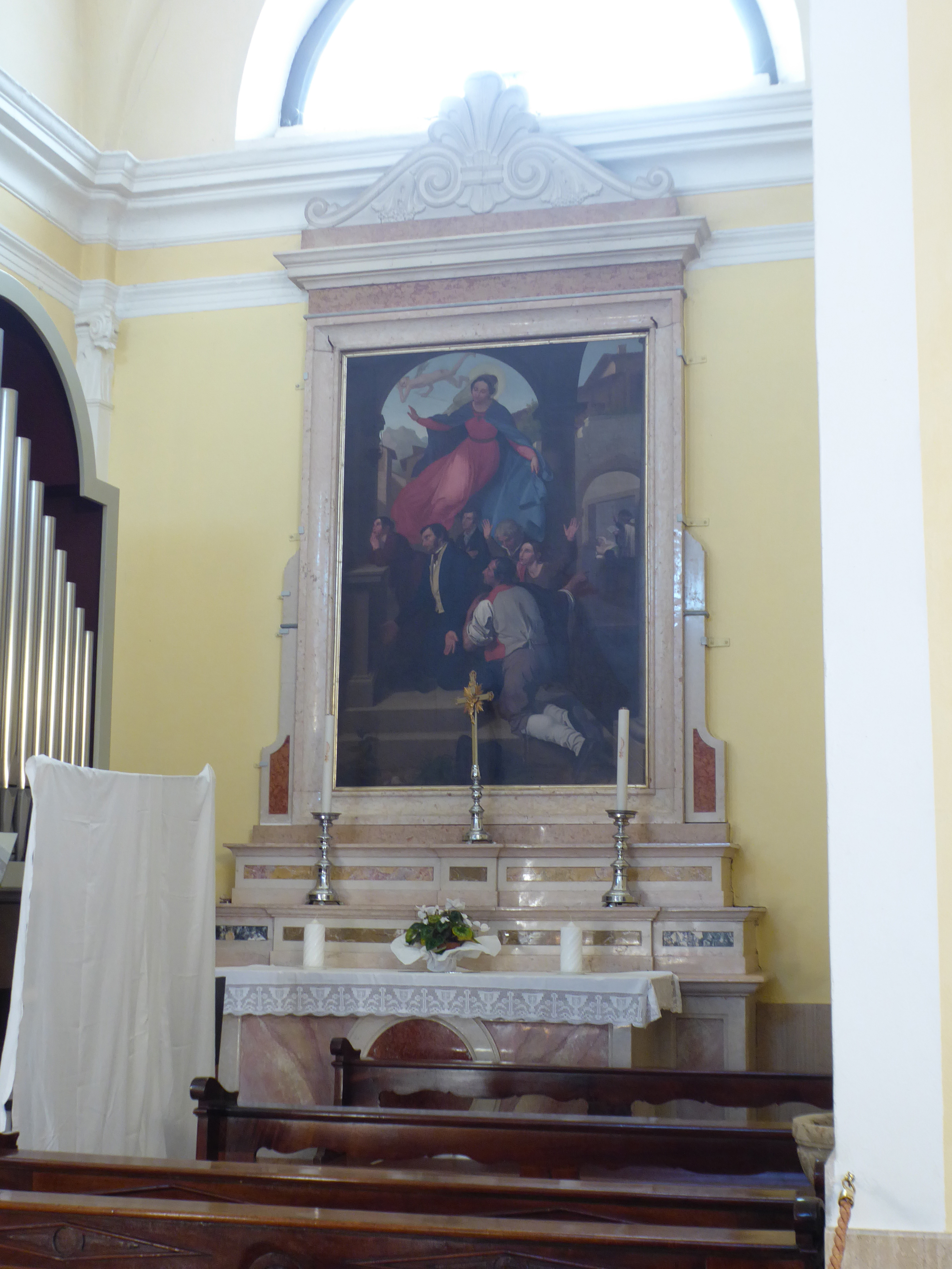
Pala della madonna, 1845, pala dell'altare laterale destro della chiesa dei Santi Maurizio e Compagni